# Liste des musées du Sussex de l'Ouest
Cette liste des musées du West Sussex contient des musées qui sont définis dans ce contexte comme des institutions (y compris des organismes sans but lucratif, des entités gouvernementales et des entreprises privées) qui recueillent et soignent des objets d'intérêt culturel, artistique, scientifique ou historique. leurs collections ou expositions connexes disponibles pour la consultation publique. Sont également inclus les galeries d'art à but non lucratif et les galeries d'art universitaires. Les musées virtuels ne sont pas inclus.

## Musées
| Nom                                | Image | Ville/City       | District   | Type              | Résumé |
| ---------------------------------- | ----- | ---------------- | ---------- | ----------------- | --- |
| Amberley Museum & Heritage Centre  |       | Amberley         | Horsham    | Plein air         | Site de 36 acres (0,15 km2) consacré à l'industrie, aux communications et aux transports, incluant Amberley Museum Railway |
| Arundel Castle                     |       | Arundel          | Arun       | Maison historique | Château médiéval restauré avec peintures et meubles, tapisseries et vitraux, porcelaines et horloges, sculptures et bas-reliefs, héraldique et armures exposés dans les différentes pièces.                                                |
| Arundel Museum                     |       | Arundel          | Arun       | Local             | Histoire locale et maritime |
| Bignor Roman Villa                 |       | Bignor           | Chichester | Archéologie       | Villa gallo-romaine avec des sols en mosaïque |
| Bognor Regis Museum                |       | Bognor Regis     | Arun       | Multiple          | website, histoire locale, fossiles, étalages de magasin, y compris magasin de jouets, quincaillerie, cordonnier et magasin de radio avec équipement de radio et de télévision historiques, cuisine victorienne, souvenirs de chemin de fer |
| Burgess Hill Museum                |       | Burgess Hill     | Mid Sussex | Local             | website, histoire locale, culture |
| Cass Sculpture Foundation          |       | Goodwood         | Chichester | Art               | Parc de sculptures |
| Clayton Windmills                  |       | Clayton          | Mid Sussex | Moulin            | Moulins à vent post et tour du XIXe siècle |
| Coultershaw Beam Pump              |       | Petworth         | Chichester | Technologie       | website, pompe à trois branches à commande hydraulique du XVIIIe siècle |
| Cowdray House                      |       | Midhurst         | Chichester | Maison historique | Tours des ruines d'une maison Tudor du XVIe siècle partiellement détruite par un incendie en 1793 |
| Crawley Museum Centre              |       | Crawley          | Crawley    | Local             | website, histoire locale, culture, archéologie |
| Cuckfield Museum                   |       | Cuckfield        | Mid Sussex | Local             | website, histoire locale, culture |
| East Grinstead Museum              |       | East Grinstead   | Mid Sussex | Local             | website, local history, culture |
| Fishbourne Roman Palace            |       | Fishbourne       | Chichester | Archéologie       | Palais romain excavé avec sol en mosaïque, jardin reconstruit |
| Goodwood House                     |       | Goodwood         | Chichester | Maison historique | Maison de campagne jacobine avec des chambres d'apparat, collection d'art |
| Hammerwood Park                    |       | East Grinstead   | Mid Sussex | Maison historique | Maison de campagne de 1972 conçue par Benjamin Latrobe |
| Henfield Museum                    |       | Henfield         | Horsham    | Local             | website, histoire locale, culture |
| High Salvington Windmill           |       | High Salvington  | Worthing   | Moulin            | Moulin à vent du XVIIIe siècle |
| Horsham Museum                     |       | Horsham          | Horsham    | Multiple          | Histoire locale, culture, arts décoratifs, artisanat, photographie, ateliers de forgeron et de charrons reconstitués, Percy Bysshe Shelley, costumes, jouets                                                                               |
| Ifield Water Mill                  |       | Crawley          | Crawley    | Moulin            | Moulin à eau du XIXe siècle |
| Littlehampton Museum               |       | Littlehampton    | Arun       | Local             | website, histoire locale et maritime, expositions d'art |
| Marlipins Museum                   |       | Shoreham-by-Sea  | Adur       | Local             | Histoire locale et maritime |
| Newtimber Place                    |       | Newtimber        | Mid Sussex | Maison historique | website, maison de douves du XVe siècle ouverte sur rendez-vous |
| The Novium                         |       | Chichester       | Chichester | Local             | Histoire locale, géologie, archéologie |
| Oldland Mill                       |       | Keymer           | Mid Sussex | Moulin            | Moulins à vent du XVIIIe siècle |
| Otter Gallery                      |       | Chichester       | Chichester | Art               | website, galerie d'art contemporain de l'Université de Chichester |
| Oxmarket Centre of Arts            |       | Chichester       | Chichester | Art               | website |
| Pallant House Gallery              |       | Chichester       | Chichester | Art               | Collection d'art britannique moderne |
| Parham Park                        |       | Coolham          | Horsham    | Maison historique | Maison et jardins élisabéthains |
| Petworth Cottage Museum            |       | Petworth         | Chichester | Maison historique | Cottage d'un ouvrier d'époque restauré pour une couturière à la Petworth House |
| Petworth House                     |       | Petworth         | Chichester | Maison historique | Exploité par le National Trust, manoir de la fin du XVIIe siècle avec une importante collection de peintures et de sculptures, parc paysager de 2 000 km2 conçu par Capability Brown                                                       |
| Priest's House                     |       | West Hoathly     | Mid Sussex | Maison historique | website, hall d'entrée à pans de bois du début du XVe siècle avec des chambres meublées présentant des meubles de pays des XVIIe et XVIIIe siècles, des ferronneries, des broderies et des artefacts de la maison                          |
| Sackville College                  |       | East Grinstead   | Mid Sussex | Site historique   | Jacobean almshouse with chapel and great hall, open for tours |
| Manoir de Saint Hill               |       | Saint Hill Green | Mid Sussex | Maison historique | Siège de l' Église de Scientologie du Royaume-Uni, demeure du XVIIIe siècle à l'image de ses différents propriétaires |
| Shoreham Airport Visitor Centre    |       | Shoreham-by-Sea  | Adur       | Aviation          | Histoire et souvenirs de l'aviation de la région, organise des visites d'aéroports |
| St. Mary's House & Gardens         |       | Bramber          | Horsham    | Maison historique | website, maison à pans de bois de la fin du XVe siècle sur un site associé aux Templiers |
| Standen                            |       | East Grinstead   | Mid Sussex | Maison historique | Exploité par le National Trust, maison d'artisanat et jardins de la fin du XIXe siècle |
| Stansted House                     |       | Stoughton        | Chichester | Maison historique | Maison de campagne édouardienne et parc |
| Steyning Museum                    |       | Steyning         | Horsham    | Local             | website, histoire locale, culture |
| Storrington Museum                 |       | Storrington      | Horsham    | Local             | website, histoire locale, culture |
| Tangmere Military Aviation Museum  |       | Tangmere         | Chichester | Aviation          | Histoire de l'ancien aérodrome de RAF Tangmere, avion militaire historique, activités pendant la bataille d'Angleterre |
| TimeMachineFun Center              |       | East Ashling     | Chichester | Horlogerie        | website, science et technologie des horloges, temps et mesure |
| Uppark                             |       | South Harting    | Chichester | Maison historique | Exploité par le National Trust, maison géorgienne du XVIIIe siècle restaurée avec peintures, meubles et céramiques d'époque, quartiers des domestiques victoriens, jardin                                                                  |
| Weald and Downland Open Air Museum |       | Singleton        | Chichester | Plein air         | Près de 50 bâtiments historiques datant du XIIIe au XIXe siècle, ainsi que des jardins, des animaux de la ferme, des promenades et un lac                                                                                                  |
| West Dean College                  |       | West Dean        | Chichester | Art               | Expositions de beaux-arts, artisanat, tissages |
| Wings Museum                       |       | Balcombe         | Mid Sussex | Aviation          | website, histoire de la RAF Redhill pendant la Seconde Guerre mondiale , moteurs aéronautiques, hélices, artefacts, uniformes, pièces d'aéronefs, équipement, histoire locale, articles Front Home                                         |
| Worthing Museum and Art Gallery    |       | Worthing         | Worthing   | Multiple          | Histoire locale, art, costumes, textiles, jouets et poupées, archéologie, beaux-arts et arts décoratifs, monnaies |